# کومو ناتانبی
کومو ناتانبی (گرجی: ქვემო ნატანები) یک روستا در شهرداری ازورگتی ناحیه گوریا در غرب گرجستان است.